# Cerámica Mishima

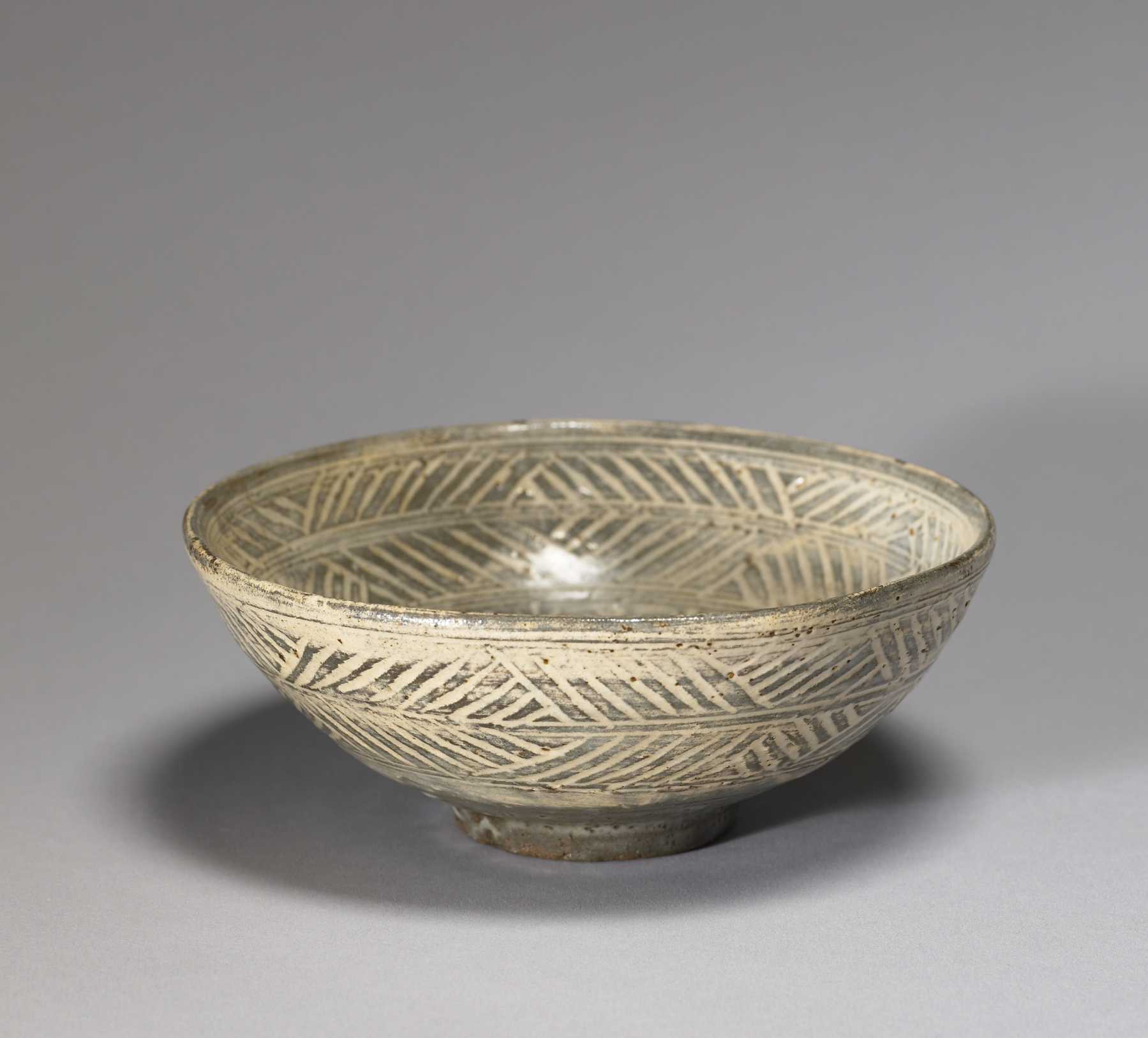
Cuenco de té de gres Hori-Mishima con incrustaciones de engobe bajo esmalte, dinastía Joseon, c. 1580-1610. Fabricado bajo pedido en la provincia de Gyeongsang del Sur para el mercado japonés.

La cerámica Mishima (三島焼) se refiere a diferentes tipos de importaciones y adquisiciones de cerámica japonesa. Se designa Mishima a la cerámica shimamono importada de las islas de Taiwán, Luzón y "Amakawa" (Macao). Se caracterizaban por estar toscamente realizados y muchas veces desiguales, con lo que personificaban la estética japonesa del wabi-sabi. Posteriormente, pasó a denominarse así a la cerámica importada (Gohon) de Corea con el estilo de incrustación de engobe. Consiste en efectuar incisiones sobre la pieza de arcilla sin cocer, creando un diseño que después será rellenado con engobe. Esta técnica permite generar patrones y diseños muy detallados. Este estilo fue imitado y producido localmente en Japón.

## Shimamono Mishima
Como se detalla en el Tōkikō, un tratado que describe el comercio de la cerámica shimamono en el sureste asiático, Mishima (literalmente "tres islas") se refería originalmente a la cerámica importada de las islas de Taiwán, Luzón y "Amakawa" (Macao). Los Mishima de Luzón (Rusuntsubo) generalmente estaban hechos de arcilla de color púrpura-negro y generalmente tenían un vidriado verde. Los Mishima nativos de Taiwán (Hagi Mishima) se hacían con arcilla de color pálido y estaban decorados con una hilera de pomos redondos que tenían marcas negras en la parte inferior. Los Amakawa Mishima, de Macao, son de arcilla blanca con vidriado gris.

## Mishima coreana
En el siglo XVII, se aplicó este término a la cerámica con incrustaciones de estilo coreano importada de Buncheong (entonces conocida específicamente como Gohon), realizada por iniciativa del shōgun Tokugawa Iemitsu. Este estilo se remonta a la dinastía coreana Koryo (935-1392), cuando los cuencos decorados de esta manera se conocían como Korai-jawan o cuencos de té Korai.

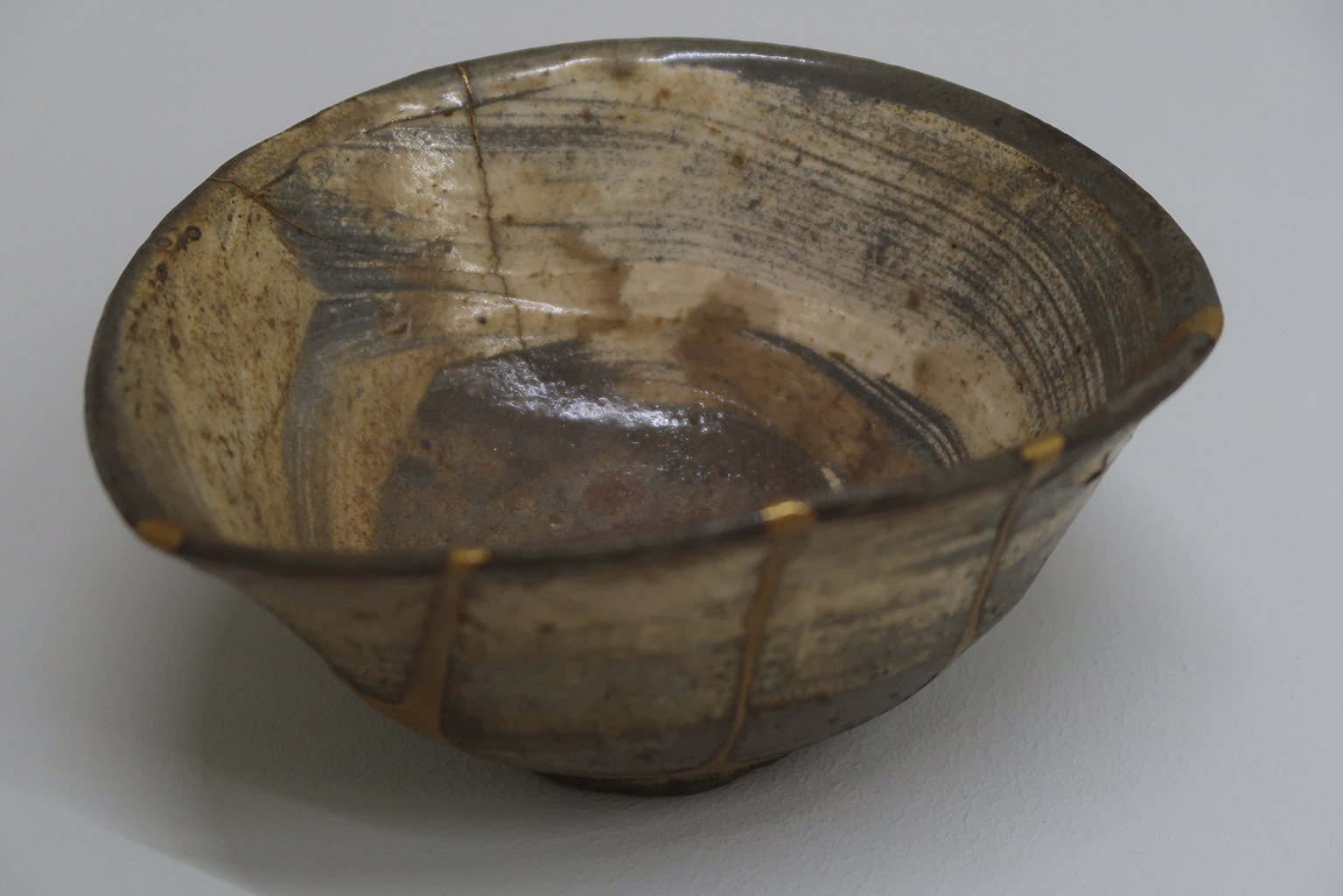
Cuenco de té. Corea, periodo Choson (Joseon) (1392-1910),. Gres con decoración de incrustaciones y engobe - buncheong - (tipo hakeme mishima), modificación y reparación con laca dorada (kintsugi). Museo Guimet. Legado Henri Rivière, 1952, MA 1265.

Más tarde fue imitado por las cerámicas de la provincia de Yamashiro. Las réplicas eran a menudo imperfectas, por lo que probablemente se clasificaron más tarde junto con la cerámica tradicional de Mishima.
En la cerámica Gohon Mishima, los cuencos tenían incrustaciones con diferentes motivos, como representaciones florales y animales. Para crear estos motivos, un alfarero comenzaría grabando el diseño en la base. A continuación, los grabados se rellenarían con arcilla de color contrastante (o engobe). Por último, el cuenco se cubría con un vidriado transparente. Esta técnica alcanzó su apogeo en Corea durante la dinastía Koryo de los siglos XII y XIII con la producción de los celadones considerados "los primeros bajo el cielo". También se les conoce como zogan.
Otro estilo de decoración es la incrustación inversa. Con esta técnica, el ceramista recorta el fondo, dejando el diseño en relieve. A continuación, una vez definido el diseño, se repasa el fondo con un engobe. Por último, se raspa el exceso.